# Olhyne
Olhyne (ukr. Ольгине) – wieś na Ukrainie, w obwodzie chersońskim, w rejonie kachowskim, w hromadzie Hornostajiwka. W 2001 roku liczyła 1043 mieszkańców, spośród których 975 wskazało jako ojczysty język ukraiński, 56 rosyjski, 1 węgierski, 1 rumuński, 3 białoruski, a 7 inny.